# 插入键

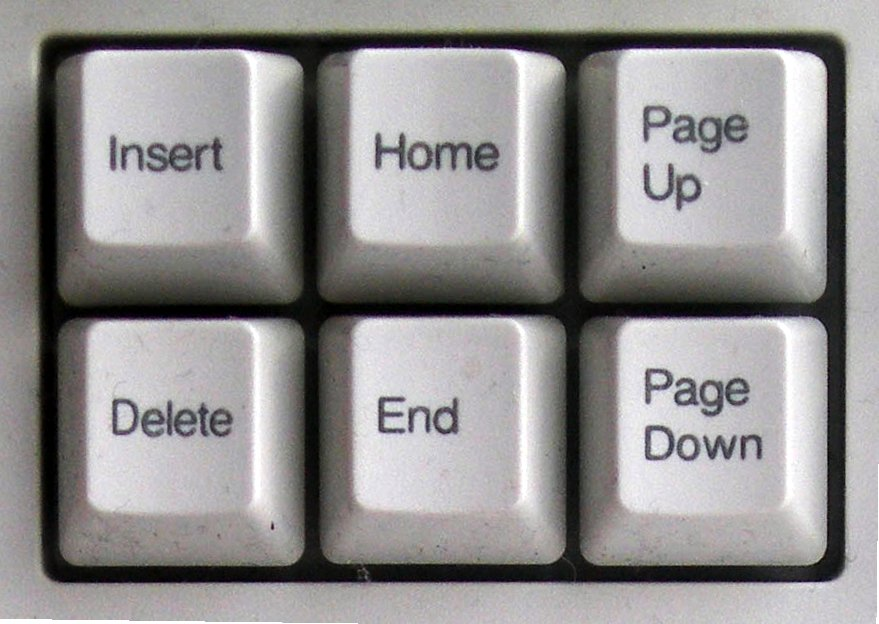
插入键（左上方）和其它键

插入键（Insert key，缩写INS）是电脑键盘的一个键，主要用于在文字处理器切换文本输入的模式。一种为覆盖模式，游标位置新输入字会替代原来的字；另一种为插入模式，新输入的字插入到光标位置，原来的字相应后移。在早期的计算机终端里，如果在覆盖模式，游标会变成一个方块而不是通常的竖线。
在Macintosh电脑系统中，插入键被定义了帮助键，按下该键，应用程序的帮助功能就启动了。然而在命令行界面里，该键保留了原来的功能。
在Microsoft Windows系统中，插入键还可以和Shift键一起使用，用以粘贴剪贴板的内容。